# Dupreeh
Петер «dupreeh» Расмуссен — данський професійний гравець в Counter-Strike: Global Offensive, який зараз грає за Heroic. Переможець п'ятьох мейджорів та три з яких було взято поспіль.

## Початок кар'єри
dupreeh розпочав кар'єру у 2012 році, у складі 3DMAX . У січні 2013-го став під прапор Copenhagen Wolves , допоміг колективу зайняти 5-8 місце на DreamHack Winter 2013 . У грудні організація попрощалася з гравцями і вони продовжили спільні виступи під прапором über G33KZ. 
В 2014 році їх підписала організація
Team Dignitas, де показали не погані результати.
Січень 2015 року вони переходять до Team SoloMid,де виграють безліч турнірів, але самим великим досягненням було 4 місце на ESL One Cologne 2015.
Після Team SoloMid вони де який час виступають під знаком питання (?), але потім засновують команду Astralis.

## Кар'єра за Astralis
Astralis — одна з титулованих команд в історії CS:GO, було виграно багато різноманітних турнірів, а також 4 мейджора три з яких було взято поспіль, а саме ELEAGUE Major: Atlanta 2017 , FACEIT Major: London 2018 , IEM Katowice 2019 і Starlet Major: Berlin 2019.
У 2018 році увійшов до п'ятірки найкращих гравців світу за версією порталу HLTV.org. Він став MVP на ESL Pro League Season 7 та BLAST Pro Series: Global Final 2019.

## Кар'єра за Team Vitality
В 2022 році dupreeh разом із Емілем Magisk Рейфом та їх тренером Денні zonic Соренсом , переходять до французької команди Team Vitality.
Займають 2 місце на BLAST Premier Spring Final 2022.
Потім перемагають на ESL Pro League Season 16. Після турніру став першим професійним гравцем, який досяг відмітку в $2.000.000, обігнавши своїх минулих одноклубників Андреаса Xyp9x'а Хойслета та Ніколая device'a Редца
Після того як вони кваліфікувалися на IEM Major Rio 2022 , він став першим хто був на всіх 18 мейджорах притому виграв 4 з них.

## Кар'єра за Heroic
В 2023 році команда Heroic підписує dupreeh до основного складу на заміну cadiaN. У планах менеджменту гравець повинен буде грати до кінця року.[10]